# Religião

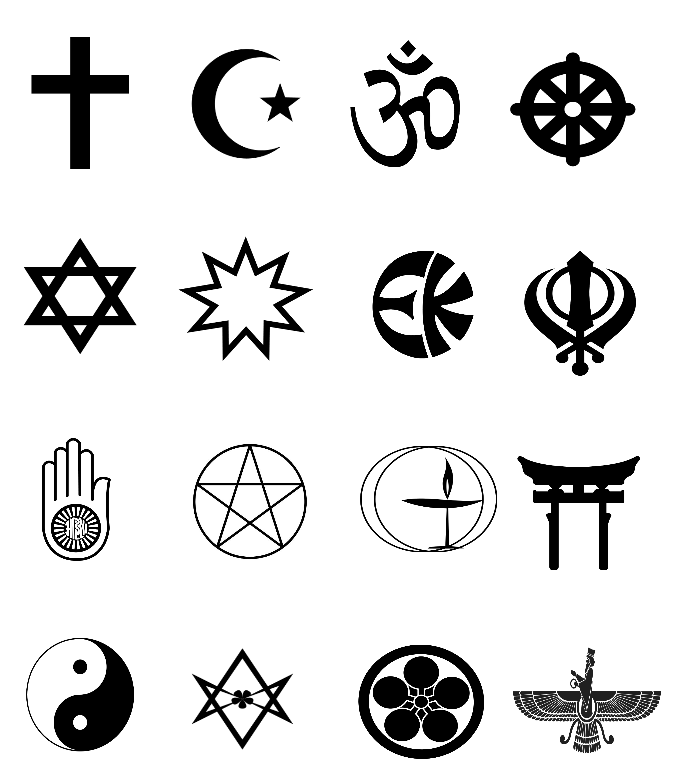
Símbolos religiosos da esquerda para a direita, de cima para baixo: cristianismo, islamismo, hinduísmo, budismo, judaísmo, fé Baháʼí, eckankar, siquismo, jainismo, wicca, unitário-universalismo, xintoísmo, taoísmo, thelema, tenrikyo e zoroastrismo

Religião é uma série de sistemas socioculturais compostos por práticas, organizações, morais, crenças, cosmovisões, textos sagrados, lugares santificados, profecias ou ética que geralmente relacionam a humanidade a elementos sobrenaturais, transcendentais e espirituais - embora não haja consenso acadêmico sobre o que precisamente constitui uma "religião". Diferentes religiões podem ou não conter vários elementos que vão desde o divino, a sacralidade, a fé e um ser ou seres supremos. 
As práticas religiosas podem incluir rituais, sermões, festivais, venerações (de divindades ou santos), sacrifícios, festas, transes, iniciações, serviços matrimoniais e funerários, meditações, orações, músicas, artes ou danças. As religiões têm histórias e narrativas que podem ser preservadas em textos, símbolos e locais sagrados, que visam principalmente dar sentido à vida, além de muitas vezes terem contos simbólicos que podem tentar explicar a origem da vida, do universo e de outros fenômenos; alguns seguidores acreditam que estas são histórias verdadeiras; outros as consideram um mito. Tradicionalmente, tanto a fé como a razão têm sido consideradas fontes de crenças religiosas.
Existem cerca de 10 mil religiões diferentes em todo o mundo, embora quase todas tenham grupos de seguidores relativamente pequenos e regionais. Quatro religiões - cristianismo, islamismo, hinduísmo e budismo - representam mais de 77% da população mundial. Cerca de 92% da população global segue uma das quatro religiões principais citadas ou se identifica como não religiosa, o que significa que as mais de 9 mil religiões restantes representam apenas 8% da população do planeta. O grupo demográfico sem filiação religiosa inclui aqueles que não se identificam com nenhuma religião específica, como ateus e agnósticos, embora muitos ainda tenham várias crenças religiosas.
Muitas religiões mundiais também são religiões organizadas, como as religiões abraâmicas, enquanto outras são indiscutivelmente menos, em particular as religiões populares, as religiões indígenas e algumas religiões orientais. Uma parte da população mundial também é membro de novos movimentos religiosos. O estudo da religião compreende uma ampla variedade de disciplinas acadêmicas, como teologia, filosofia da religião, religião comparada e estudos científicos sociais. As teorias da religião oferecem várias explicações para as suas origens e funcionamento, incluindo os fundamentos ontológicos do ser e da crença religiosa.

## Etimologia
O termo religião é derivado da palavra latina religiō, que segundo o filósofo romano Cícero vem de relegere: re (que significa "de novo") + lego (que significa "ler", "examinar", "escolher"). Contrariamente, alguns estudiosos modernos como Tom Harpur e Joseph Campbell argumentaram que religiō é derivado de religare: re (que significa "de novo") + ligare ("ligar" ou "conectar"), o que foi destacado por Santo Agostinho seguindo a interpretação dada por Lactâncio em Divinae institutiones, IV, 28. O uso medieval do termo também alterna com a designação de comunidades vinculadas, como as das ordens monásticas: "ouvimos falar da 'religião' do Velocino de Ouro, de um cavaleiro 'da religião de Avis'".
Na antiguidade clássica, religiō significava consciência, senso de direito, obrigação moral ou dever para com qualquer coisa. No mundo antigo e medieval, a raiz etimológica latina do termo era entendida como uma virtude individual de adoração em contextos mundanos; nunca como doutrina, prática ou fonte real de conhecimento. Religiō era mais frequentemente usado pelos antigos romanos não no contexto de uma relação com os deuses, mas como uma série de emoções gerais que surgiram da atenção intensificada em qualquer contexto mundano, como hesitação, cautela, ansiedade ou medo, bem como sentimentos de limitação, restrição ou inibição. O termo também estava intimamente relacionado a outras expressões, como scrupulus (que significava "muito precisamente") e superstitio (que significava muito medo, ansiedade ou vergonha). O conceito compartimentado de religião, onde as coisas religiosas e mundanas eram separadas, não foi usado até 1500, quando o conceito contemporâneo de religião foi utilizado pela primeira vez para distinguir os domínios da Igreja Católica e das autoridades civis; a Paz de Augsburgo marca esse exemplo, que foi descrito por Christian Reus-Smit como "o primeiro passo no caminho para um sistema europeu de Estados soberanos".

## Definição
Não há consenso acadêmico sobre uma definição de religião. Existem, no entanto, dois sistemas de definição geral: o sociológico/funcional e o fenomenológico/filosófico.
A religião é um conceito moderno  encontrado em textos do século XVII devido a eventos como a divisão da cristandade durante a Reforma Protestante e a globalização na Era das Explorações, que envolveu o contato com inúmeras culturas estrangeiras com línguas não-europeias. Alguns argumentam que, independentemente da sua definição, não é apropriado aplicar o termo religião a culturas não-ocidentais, enquanto alguns seguidores de várias religiões repreendem o uso da palavra para descrever o seu próprio sistema de crenças.
O conceito de "religião antiga" deriva de interpretações modernas de uma série de práticas que estão em conformidade com um conceito moderno de religião, influenciado pelo discurso cristão do início da modernidade e do século XIX. O conceito de religião foi formado nos séculos XVI e XVII, apesar de antigos textos sagrados, como a Bíblia, o Alcorão e outros, não terem uma palavra ou mesmo um conceito de religião nas línguas originais nem o fizeram os povos ou as culturas em que eles foram escritos. Por exemplo, não existe um equivalente preciso de "religião" em hebraico e o judaísmo não distingue claramente entre identidades religiosas, nacionais, raciais ou étnicas. Um dos seus conceitos centrais é halakha, cujo significado é "caminhada" ou "caminho" e às vezes traduzido como "lei", que orienta a prática e crença religiosa e muitos aspectos da vida diária. Embora as crenças e tradições do judaísmo sejam encontradas no mundo antigo, os antigos judeus viam a sua identidade como sendo étnica ou nacional e não implicava um sistema de crenças obrigatório ou rituais regulamentados. No século I, Josefo usou o termo grego ioudaismos (judaísmo) como um termo étnico que não estava ligado a conceitos abstratos modernos de religião ou a um conjunto de crenças. O próprio conceito de "judaísmo" foi inventado pela Igreja Cristã e foi no século XIX que os judeus começaram a ver a sua cultura ancestral como uma religião análoga ao cristianismo. A palavra grega threskeia, usada por escritores gregos como Heródoto e Josefo, é encontrada no Novo Testamento e às vezes é traduzida como "religião" nas traduções atuais, mas o termo era entendido como "adoração" genérica até o período medieval. No Alcorão, a palavra árabe din é frequentemente traduzida como "religião" nas traduções modernas, mas até meados de 1600 os tradutores expressavam din como "lei".
A palavra sânscrita dharma, às vezes traduzida como "religião", mas também significa lei. Em todo o Sul da Ásia clássico, o estudo da lei consistia em conceitos como penitência através da piedade e tradições, bem como práticas cerimoniais. O Japão medieval inicialmente tinha uma união semelhante entre a lei imperial e a lei universal (ou de Buda), mas estas mais tarde se tornaram fontes independentes de poder. Quando navios de guerra estadunidenses apareceram na costa japonesa em 1853 e forçaram o governo local a assinar tratados exigindo, entre outras coisas coisas, liberdade religiosa, o país teve que lidar com este conceito.
Embora tradições, textos sagrados e práticas tenham existido ao longo do tempo, a maioria das culturas não se alinhou com as concepções ocidentais de religião, uma vez que não separavam a vida quotidiana do sagrado. Os nativos americanos eram considerados como povos sem religiões e também não tinham uma palavra para "religião" em suas línguas nativas. Ninguém se identificava como "hindu" ou "budista" ou outros termos semelhantes antes de 1800. "Hindu" tem sido historicamente usado como identificador geográfico, cultural e, posteriormente, religioso para povos indígenas do subcontinente indiano.
A Enciclopédia de Religiões MacMillan afirma:

A própria tentativa de definir a religião, de encontrar alguma essência ou conjunto de qualidades distintivo ou possivelmente único que distinga o religioso do resto da vida humana, é principalmente uma preocupação ocidental. A tentativa é uma consequência natural da disposição especulativa, intelectualista e científica do Ocidente. É também o produto do modo religioso ocidental dominante, o que é chamado de tradição judaico-cristã ou, mais precisamente, a herança teísta do judaísmo, do cristianismo e do islamismo. A forma teísta de crença nesta tradição, mesmo quando rebaixada culturalmente, é formativa da dicotômica visão ocidental da religião. Ou seja, a estrutura básica do teísmo é essencialmente uma distinção entre uma divindade transcendente e tudo o mais, entre o criador e sua criação, entre Deus e o homem.

## Aspectos

### Crenças
Tradicionalmente, a fé, além da razão, tem sido considerada fonte de crenças religiosas. A interação entre fé e razão, e a sua utilização como suporte para crenças religiosas, tem sido um assunto de interesse para filósofos e teólogos. A origem da crença religiosa como tal é uma questão em aberto, com possíveis explicações incluindo a consciência da morte individual, um sentido de comunidade e sonhos.

#### Mitologia

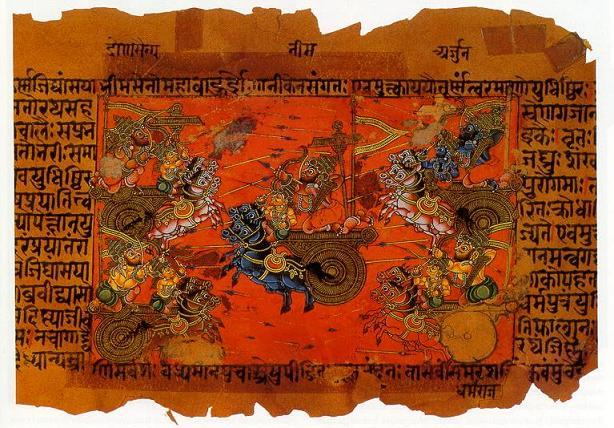
Um manuscrito que descreve o clímax da Guerra de Kurukshetra no épico hindu Mahabharata, uma fonte chave da mitologia hindu

A palavra mito tem vários significados:
1. Uma história tradicional de eventos ostensivamente históricos que serve para revelar parte da visão de mundo de um povo ou explicar uma prática, crença ou fenômeno natural;
2. Uma pessoa ou coisa que tem apenas uma existência imaginária ou inverificável; ou
3. Uma metáfora para a potencialidade espiritual do ser humano.[52]

As antigas religiões politeístas, como as da Grécia, Roma e Escandinávia, são geralmente categorizadas sob o título de "mitologia". As religiões dos povos pré-industriais, ou culturas em desenvolvimento, são igualmente chamadas de "mitos" na antropologia da religião, um termo que pode ser usado pejorativamente tanto por pessoas religiosas quanto por não religiosas. Ao definir as histórias e crenças religiosas de outra pessoa como mitologia, implica-se que elas são menos reais ou verdadeiras do que as próprias histórias e crenças religiosas. Joseph Campbell observou: "A mitologia é frequentemente considerada como a religião de outras pessoas, e a religião pode ser definida como mitologia mal interpretada."
Na sociologia, entretanto, o termo "mito" tem um significado não pejorativo. Lá, o mito é definido como uma história que é importante para o grupo, seja ou não objetiva ou comprovadamente verdadeira.

### Práticas
As práticas de uma religião podem incluir rituais, sermões, veneração de uma divindade (deus ou deusa), sacrifícios, festivais, festas, transes, iniciações, serviços funerários, serviços matrimoniais, meditação, oração, música religiosa, arte religiosa, dança sacra ou outros aspectos da cultura humana. 

### Organização social
As religiões têm uma base social, quer como uma tradição viva que é levada a cabo por participantes leigos, quer com um clero organizado, e uma definição do que constitui adesão.

## Estudo acadêmico
Uma série de disciplinas estudam o fenômeno da religião: teologia, religião comparada, história da religião, antropologia da religião, psicologia da religião (incluindo neurociência da religião), sociologia da religião, entre outros.
Daniel L. Pals menciona oito teorias clássicas da religião, focando em vários aspectos da religião: animismo e magia, de E. B. Tylor e J.G. Frazer ; a abordagem psicanalítica de Sigmund Freud; e ainda Émile Durkheim, Karl Marx, Max Weber, Mircea Eliade, EE Evans-Pritchard e Clifford Geertz.

### Teorias
As teorias sociológicas e antropológicas geralmente tentam explicar a origem e a função da religião. Estas teorias definem o que apresentam como características universais da crença e da prática religiosa.

#### Origens e desenvolvimento

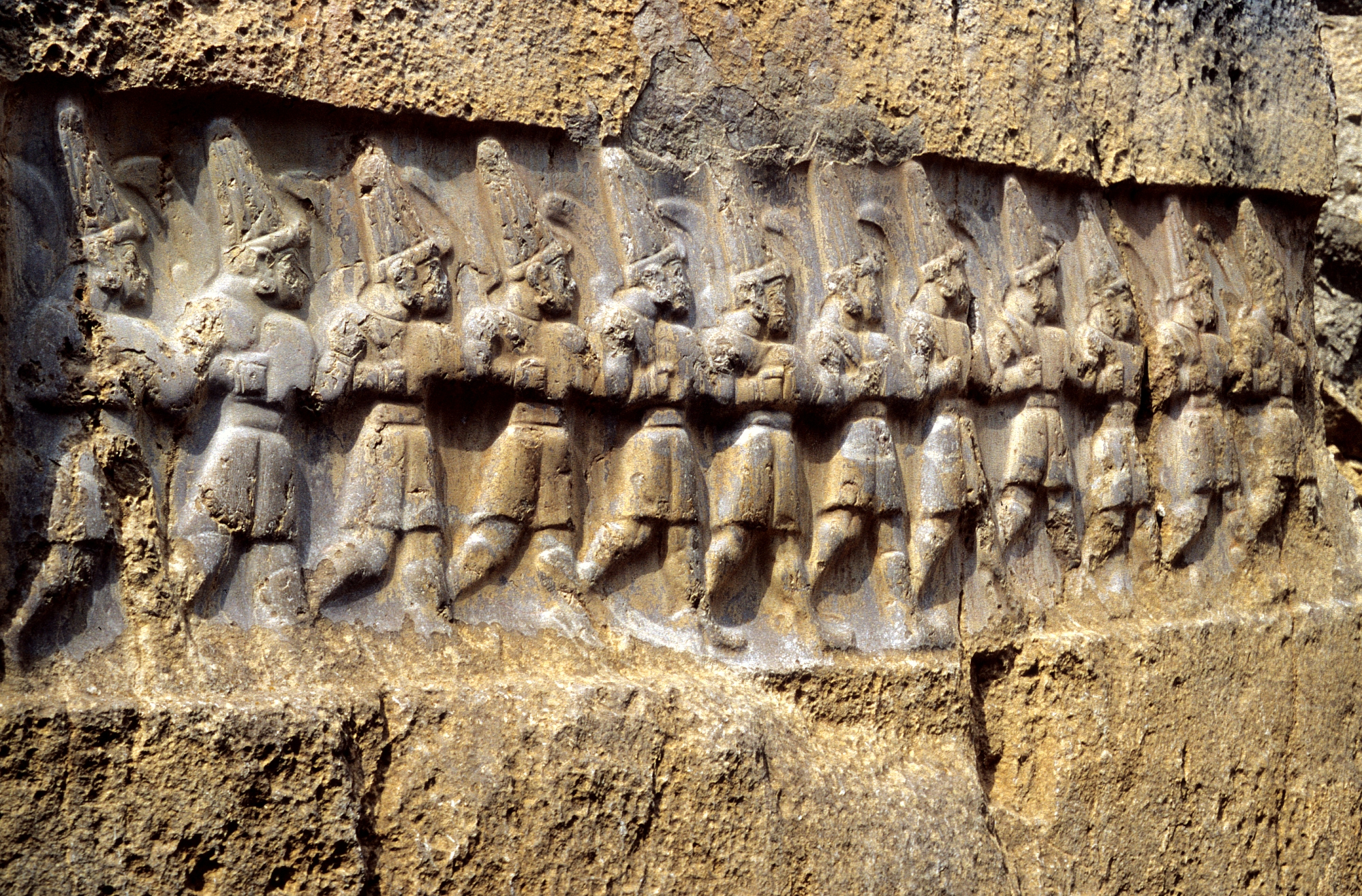
O santuário Yazılıkaya na Turquia, com os doze deuses do submundo

A origem da religião é incerta. De acordo com os antropólogos John Monaghan e Peter Just, "Muitas das grandes religiões do mundo parecem ter começado como algum tipo de movimento de revitalização, à medida que a visão de um profeta carismático desperta a imaginação de pessoas que buscam uma resposta mais abrangente para seus problemas do que sentem de crenças cotidianas. Indivíduos carismáticos surgiram em muitos momentos e lugares no mundo. Parece que a chave para o sucesso a longo prazo - e muitos movimentos vêm e vão com pouco efeito a longo prazo - tem relativamente pouco a ver com o profetas, que aparecem com surpreendente regularidade, mas mais a ver com o desenvolvimento de um grupo de apoiadores que sejam capazes de institucionalizar o movimento."
O desenvolvimento da religião assumiu diferentes formas em diferentes culturas. Algumas religiões colocam ênfase na crença, enquanto outras enfatizam a prática. Algumas centram-se na experiência subjetiva do indivíduo religioso, enquanto outras consideram as atividades da comunidade religiosa as mais importantes. Algumas afirmam ser universais, acreditando que suas leis e cosmologia são obrigatórias para todos, enquanto outras se destinam a ser praticadas apenas por um grupo bem definido ou localizado. Em muitos lugares, a religião tem sido associada a instituições públicas como educação, hospitais, família, governo e hierarquias políticas.
Monoghan e Just também afirmam que "uma coisa que a religião ou crença nos ajuda a fazer é lidar com problemas da vida humana que são significativos, persistentes e intoleráveis. Uma maneira importante pela qual as crenças religiosas conseguem isso é fornecendo um conjunto de ideias sobre como e por que o mundo é construído, que permite às pessoas acomodar ansiedades e lidar com o infortúnios."

#### Sistema cultural
Embora o conceito de religião seja difícil de definir, um modelo padrão de religião, usado em cursos de estudos religiosos, foi proposto por Clifford Geertz, que simplesmente o chamou de “sistema cultural”. Uma crítica do modelo de Geertz por Talal Asad categorizou a religião como "uma categoria antropológica". A classificação quíntupla de Richard Niebuhr (1894–1962) da relação entre Cristo e cultura, no entanto, indica que religião e cultura podem ser vistas como dois sistemas separados, embora com alguma interação.

#### Construcionismo social
Uma teoria acadêmica moderna da religião, o construcionismo social, diz que a religião é um conceito moderno que sugere que toda prática e adoração espiritual segue um modelo semelhante às religiões abraâmicas como um sistema de orientação que ajuda a interpretar a realidade e a definir os seres humanos.

#### Ciência cognitiva
A ciência cognitiva da religião é o estudo do pensamento e do comportamento religioso da perspectiva das ciências cognitivas e evolutivas. O campo emprega métodos e teorias de uma ampla gama de disciplinas, como: psicologia cognitiva, psicologia evolutiva, antropologia cognitiva, inteligência artificial, neurociência cognitiva, neurobiologia, zoologia e etologia. Os estudiosos deste campo procuram explicar como as mentes humanas adquirem, geram e transmitem pensamentos, práticas e esquemas religiosos por meio de capacidades cognitivas comuns.
Alucinações e delírios relacionados a conteúdo religioso ocorrem em cerca de 60% das pessoas com esquizofrenia. Embora este número varie entre culturas, isto levou a teorias sobre uma série de fenômenos religiosos influentes e possível relação com perturbações psicóticas. Várias experiências proféticas são consistentes com sintomas psicóticos, embora diagnósticos retrospectivos sejam praticamente impossíveis. Episódios esquizofrênicos também são vivenciados por pessoas que não acreditam em deuses.
O conteúdo religioso também é comum na epilepsia do lobo temporal e no transtorno obsessivo-compulsivo. O conteúdo ateísta também é comum na epilepsia do lobo temporal.

### Comparativismo
A religião comparada é o ramo do estudo das religiões preocupado com a comparação sistemática das doutrinas e práticas das religiões do mundo. Em geral, o estudo comparativo da religião produz uma compreensão mais profunda das preocupações filosóficas fundamentais da religião, como ética, metafísica, natureza e salvação. O estudo desse material visa proporcionar uma compreensão mais rica e sofisticada das crenças e práticas humanas relativas ao sagrado, ao numinoso, ao espiritual e ao divino.
No campo da religião comparada, uma classificação geográfica comum das principais religiões do mundo inclui as religiões do Oriente Médio (como o zoroastrismo e as religiões iranianas), as religiões indianas, as religiões da Ásia Oriental, as religiões africanas, as religiões americanas, as religiões oceânicas e as religiões helenísticas clássicas.

## Classificação

Um mapa das principais denominações e religiões do mundo

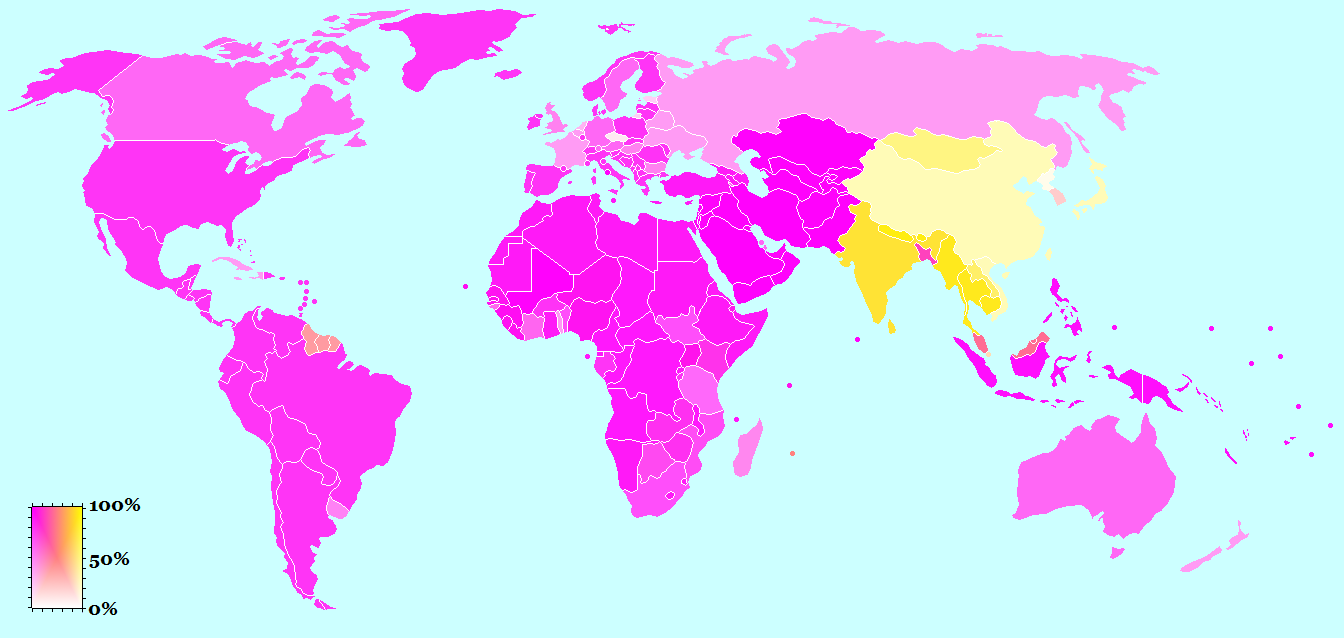
Uma divisão aproximada do mundo entre sistemas de crenças: abraâmico em rosa, dármico em amarelo.

Nos séculos XIX e XX, a prática acadêmica da religião comparada dividiu a crença religiosa em categorias filosoficamente definidas chamadas religiões mundiais. Alguns acadêmicos que estudam o assunto dividiram as religiões em três grandes categorias:
1. Religiões mundiais, termo que se refere a religiões transculturais e internacionais;
2. Religiões indígenas, que se referem a grupos religiosos menores, específicos de uma cultura ou de uma nação; e
3. Novos movimentos religiosos, que se refere às religiões recentemente desenvolvidas.[76]

Alguns estudiosos recentes argumentaram que nem todos os tipos de religião são necessariamente separados por filosofias mutuamente exclusivas e, além disso, que a utilidade de atribuir uma prática a uma determinada filosofia, ou mesmo chamar uma determinada prática de religiosa, em vez de cultural, política ou social, é limitada.

### Classificação morfológica
Alguns estudiosos classificam as religiões como religiões universais que buscam aceitação mundial e procuram ativamente novos convertidos, como o cristianismo, o islamismo, o budismo e o jainismo, enquanto as religiões étnicas são identificadas com um grupo étnico específico e não procuram convertidos. Outros rejeitam a distinção, salientando que todas as práticas religiosas, qualquer que seja a sua origem filosófica, são étnicas porque provêm de uma cultura particular.

### Classificação demográfica
Os cinco maiores grupos religiosos em termos de população mundial, estimados em 5,8 bilhões de pessoas e 84% da população, são o cristianismo, o islamismo, o budismo, o hinduísmo (com os números relativos ao budismo e hinduísmo dependentes da extensão do sincretismo) e religiões tradicionais.
| Cinco maiores religiões | 2015 (bilhões) | 2015 (%) |
| ----------------------- | -------------- | -------- |
| Cristianismo            | 2,3            | 31%      |
| Islamismo               | 1,8            | 24%      |
| Hinduísmo               | 1,1            | 15%      |
| Budismo                 | 0,5            | 6,9%     |
| Religião popular        | 0,4            | 5,7%     |
| Total                   | 6.1            | 83%      |

Uma pesquisa global em 2012 pesquisou 57 países e relatou que 59% da população mundial se identificou como religiosa, 23% como não religiosa, 13% como ateus convictos e também uma diminuição de 9% na identificação como religiosa quando comparada com a média de 2005 de 39 países. Uma pesquisa de acompanhamento em 2015 descobriu que 63% do mundo se identificava como religioso, 22% como não religioso e 11% como ateus convictos  Em média, as mulheres são mais religiosas que os homens. Algumas pessoas seguem múltiplas religiões ou múltiplos princípios religiosos ao mesmo tempo, independentemente da permissão ou não do sincretismo. Prevê-se que as populações sem religião diminuam, mesmo tendo em conta as taxas de desfiliação, devido às diferenças nas taxas de natalidade.
Os estudiosos indicaram que a religiosidade global pode estar aumentando devido aos países religiosos terem taxas de natalidade mais altas em geral.

## Principais grupos religiosos

### Abraâmicas

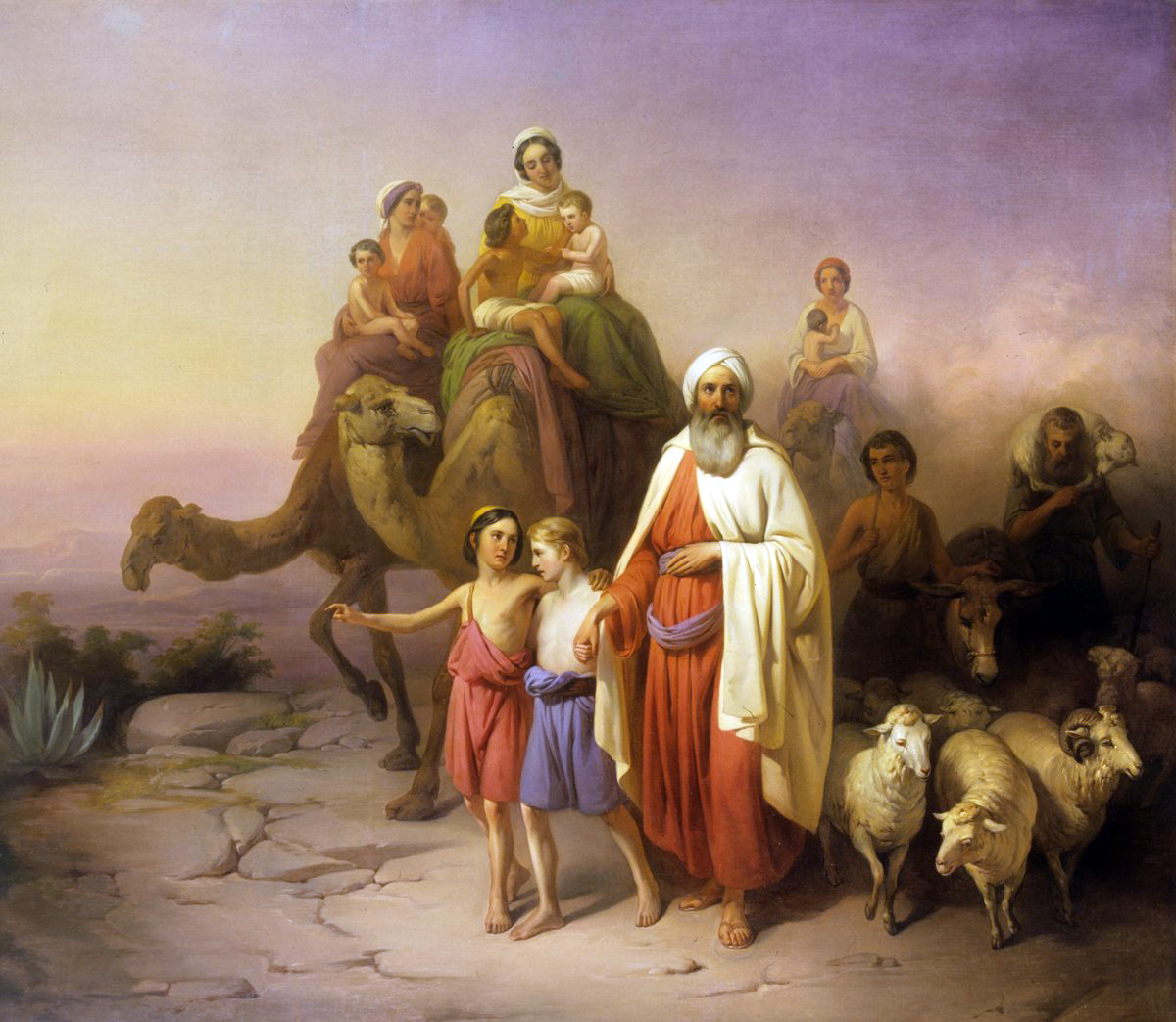
O patriarca Abraão (por József Molnár), o fundador das religiões abraâmicas

Religiões abraâmicas são as religiões monoteístas cuja origem comum é reconhecida em Abraão ou o reconhecimento de uma tradição espiritual identificada com ele. Essa é uma das três divisões principais em religião comparada, junto com as religiões indianas (Darma) e as religiões da Ásia Oriental.
As religiões abraâmicas se espalharam globalmente através do Cristianismo sendo adotado pelo Império Romano no século IV e o islamismo pelos impérios islâmicos do século VII. As principais religiões abraâmicas em ordem cronológica de fundação são o judaísmo (a base das outras duas religiões) no século VII a.C., cristianismo no século I e o islamismo no século VII.
Cristianismo, islamismo e judaísmo são as religiões abraâmicas com o maior número de adeptos. Religiões abraâmicas com menos adeptos incluem a Drusa (às vezes considerada uma parte do islamismo), a Bahá'í e a Rastafári.

#### Judaísmo

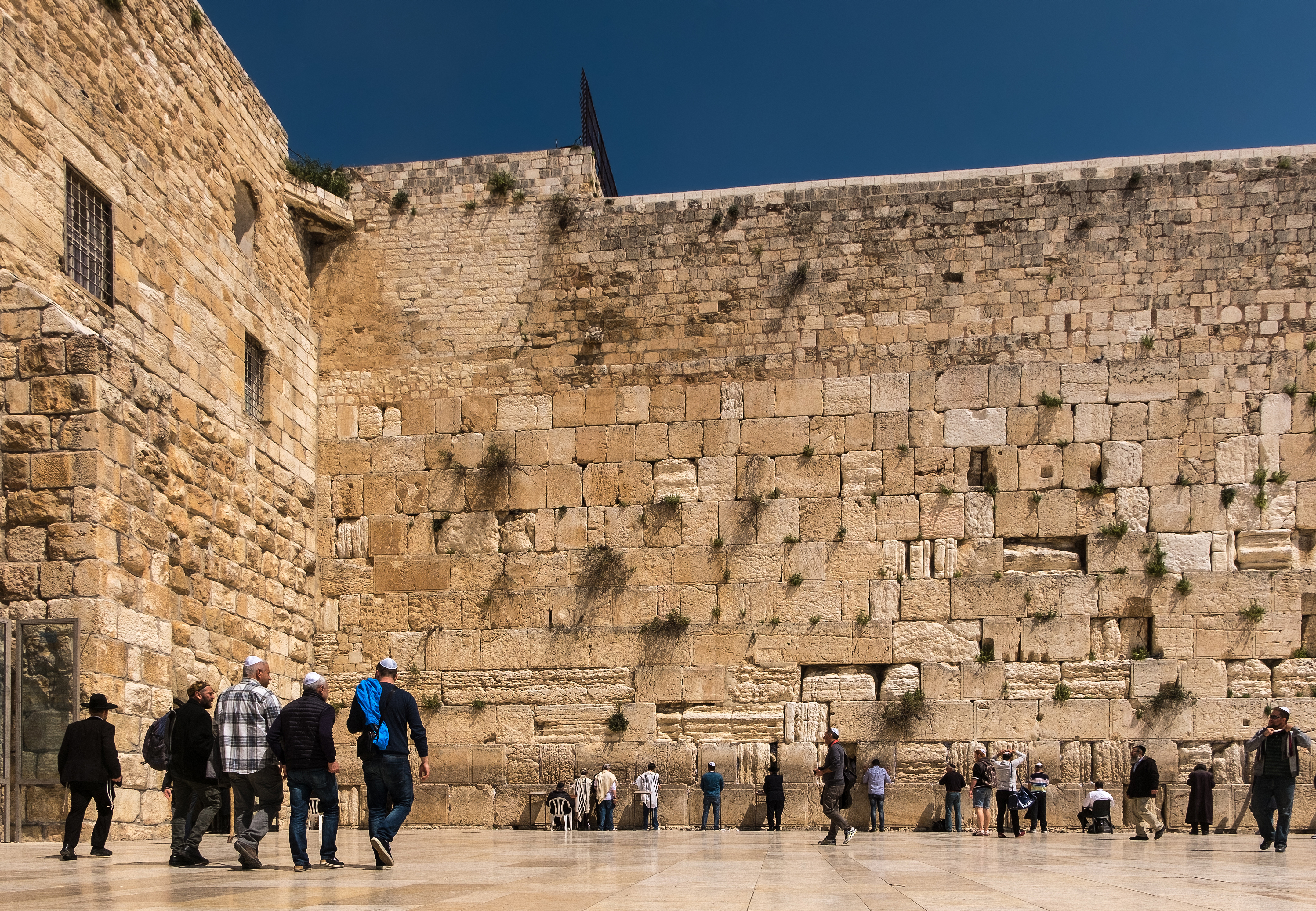
O Muro das Lamentações, em Jerusalém, um dos lugares mais sagrados do judaísmo

{{Info/Religião
| nome                     = Judaísmo
| símbolo                  = Black_Star_of_David.svg
| símbolo_tamanho          = 100px
| símbolo_legenda          = Estrela de Davi
| imagem                   = 16-03-30-Klagemauer Jerusalem RalfR-DSCF7689.jpg
| imagem_tamanho           = 280px
| imagem_legenda           = O Muro das Lamentações, em Jerusalém, Israel, um dos lugares mais sagrados do judaísmo
| divindade                = Deus no judaísmo
| fundador                 = Abraão
| origem                   = Século V a.C., Judeia, Canaã (hoje, Israel)
|
| tipo                     = Monoteísta
| religiões_relacionadas   = Abraâmicas
| adeptos                  = c. 14 milhões de pessoas
| membros                  = Judeus
Judaísmo (em hebraico: יהדות; romaniz.: Yahadút) é uma das três principais religiões abraâmicas, definida como "religião, filosofia e modo de vida" do povo judeu. Originário da Torá escrita e da Bíblia Hebraica (também conhecida como Tanakh) e explorado em textos posteriores, como o Talmud, é considerado pelos judeus religiosos como a expressão do relacionamento e da aliança desenvolvida entre Deus com os Filhos de Israel. De acordo com o judaísmo rabínico tradicional, Deus revelou as suas leis e mandamentos a Moisés no Monte Sinai, na forma de uma Torá escrita e oral. Esta foi historicamente desafiada pelo Caraísmo, um movimento que floresceu no período medieval que mantém milhares de seguidores atualmente e, que afirma que apenas a Torá escrita foi revelada. Nos tempos modernos alguns movimentos liberais, tais como o judaísmo humanista, podem ser considerados não-teístas.
O judaísmo afirma uma continuidade histórica que abrange mais de três mil anos. É uma das mais antigas religiões monoteístas, que sobrevive até os dias atuais, e a mais antiga das três grandes religiões abraâmicas. Os hebreus/israelitas já foram referidos como judeus nos livros posteriores ao Tanakh, como o Livro de Ester, com o termo "judeus" substituindo a expressão "Filhos de Israel". Os textos, tradições e valores do judaísmo influenciaram mais tarde outras religiões monoteístas, tais como o cristianismo, o islamismo e a Fé Bahá'í. Muitos aspectos do judaísmo também influenciaram, pela ética secular ocidental e pelo direito civil.
Os judeus são um grupo etno-religioso e incluem aqueles que nasceram judeus ou foram convertidos ao judaísmo. Em 2010, a população judaica mundial foi estimada em 13,4 milhões, ou aproximadamente 0,2% da população mundial total. Cerca de 42% de todos os judeus residem em Israel e cerca de 42% residem nos Estados Unidos e Canadá, com a maioria restante na Europa.

#### Cristianismo

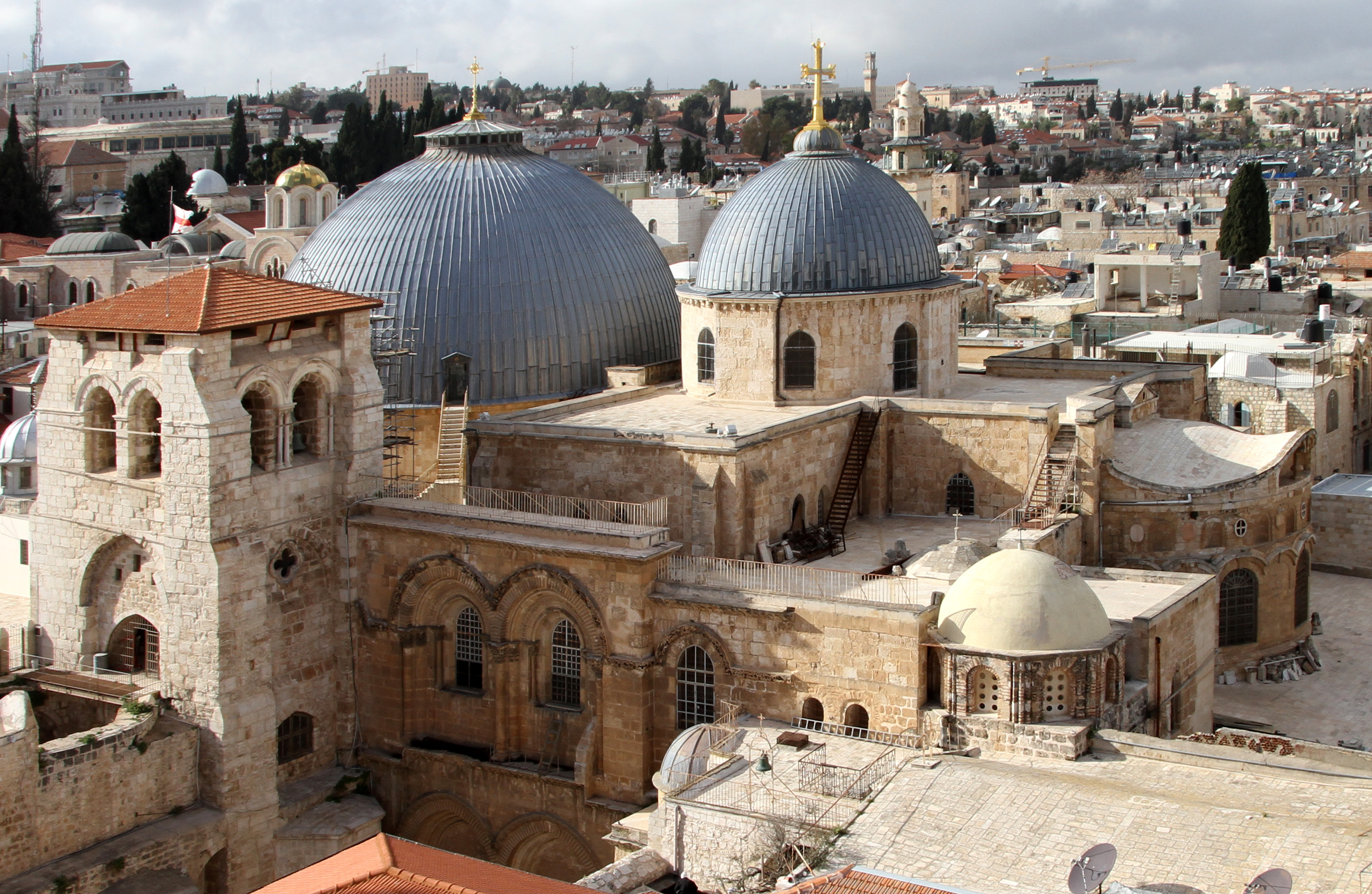
Santo Sepulcro, em Jerusalém, sede dos dois locais mais sagrados do cristianismo: o Calvário, onde Jesus teria sido crucificado, e o túmulo onde ele teria sido sepultado e ressuscitado

Cristianismo (do grego Xριστός, "Christós", messias, ungido, do heb. משיח "Mashiach") é uma religião monoteísta abraâmica baseada na vida e nos ensinamentos de Jesus de Nazaré. É a maior e mais difundida religião do mundo, com cerca de 2,4 bilhões* de seguidores, representando um terço da população global. Estima-se que seus adeptos, conhecidos como cristãos, constituem a maioria da população em 157 países e territórios. A maioria dos cristãos acredita que Jesus é o Filho de Deus, cuja vinda como o Messias foi profetizada na Bíblia hebraica (chamada de Antigo Testamento no cristianismo) e registrada no Novo Testamento.
O cristianismo permanece culturalmente diverso em seus ramos ocidental e oriental, bem como em suas doutrinas relativas à justificação e à natureza da salvação, eclesiologia, ordenação e cristologia. Os credos de várias denominações cristãs geralmente têm em comum Jesus como o Filho de Deus — o Logos encarnado — que ministrou, sofreu e morreu na cruz, mas ressuscitou dos mortos para a salvação da humanidade. Os quatro evangelhos canônicos de Mateus, Marcos, Lucas e João descrevem a vida e os ensinamentos de Jesus, com o Antigo Testamento como contexto do evangelho.
O cristianismo começou no século I como uma seita judaica com influência helenística, na província romana da Judeia. Os discípulos de Jesus espalharam sua fé pela região do Mediterrâneo oriental, apesar de serem significativamente perseguidos. A inclusão dos gentios levou o cristianismo a se separar lentamente do judaísmo (século II). O imperador Constantino descriminalizou o cristianismo no Império Romano pelo Édito de Milão (313), convocando posteriormente o Concílio de Niceia (325), onde o cristianismo primitivo foi consolidado no que se tornaria a igreja estatal do Império Romano (380). A Igreja do Oriente e a Ortodoxia Oriental dividiram-se por diferenças na cristologia (século V), enquanto a Igreja Ortodoxa e a Igreja Católica se separaram no Cisma Oriente-Ocidente (1054). O protestantismo se dividiu da Igreja Católica em várias denominações na era da Reforma Protestante (século XVI). Após a Era dos Descobrimentos (séculos XV a XVII), o cristianismo se expandiu por todo o mundo por meio do trabalho missionário, comércio extensivo e colonialismo. Essa religião um papel proeminente no desenvolvimento da civilização ocidental, particularmente na Europa desde a Antiguidade Tardia até a Idade Média.

#### Islamismo

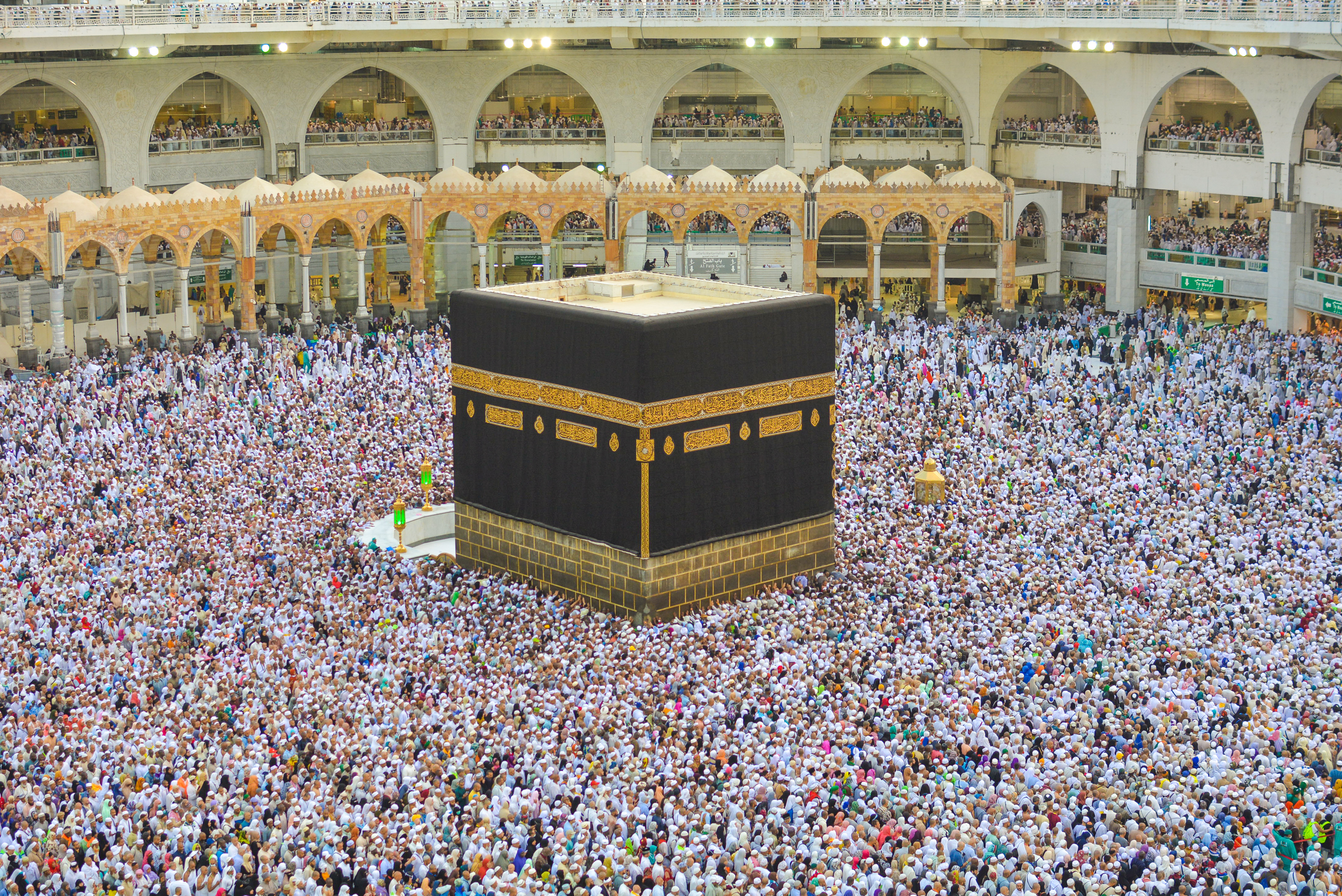
Caaba na Grande Mesquita de Meca, Arábia Saudita, o local islâmico mais sagrado

Islamismo é uma religião abraâmica monoteísta centrada no Alcorão e nos ensinamentos de Maomé. Seus crentes são chamados muçulmanos e totalizam aproximadamente 1,9 bilhão* de pessoas em todo o mundo, o que faz deles a segunda maior população religiosa do mundo depois dos cristãos.
Os muçulmanos acreditam que o islamismo é a versão completa e universal de uma fé primordial que foi revelada muitas vezes por meio de profetas anteriores, como Adão (que se acredita ser o primeiro homem), Abraão, Moisés e Jesus, entre outros; essas revelações anteriores são atribuídas ao judaísmo e ao cristianismo, que são considerados no islamismo como religiões predecessoras espirituais. Os muçulmanos consideram o Alcorão a palavra literal de Deus e a revelação final inalterada. Juntamente com o Alcorão, os muçulmanos também acreditam nas revelações anteriores, como o Tawrat (Torá), o Zabur (Salmos) e o Injil (Evangelho). Eles também consideram Maomé como o principal e último profeta islâmico, por meio de quem a religião foi completada. Os ensinamentos e exemplos normativos de Maomé, chamados de suna, documentados em relatos chamados de hádice, fornecem um modelo constitucional para os muçulmanos. O islamismo ensina que Deus (Alá) é único e incomparável. Afirma que haverá um "Julgamento Final" em que os justos serão recompensados no paraíso (Jannah) e os injustos serão punidos no inferno (Jahannam). Os Cinco Pilares - considerados atos obrigatórios de adoração - compreendem o juramento e credo islâmico (shahada); orações diárias (salah); esmola (zakat); jejum (sawm) no mês do Ramadã; e uma peregrinação (haje) a Meca. A lei islâmica, a xaria, abrange praticamente todos os aspectos da vida, desde bancos, finanças e bem-estar até os papéis masculinos e femininos e o meio ambiente. Festivais religiosos proeminentes incluem o Eid al-Fitr e o Eid al-Adha. Os três locais mais sagrados do islamismo em ordem decrescente são Masjid al-Haram em Meca, Al-Masjid an-Nabawi em Medina e a Mesquita Al-Aqsa em Jerusalém.
O Islã, em sua forma atual e final, originou-se no século VII em Meca. O domínio muçulmano expandiu-se para fora da Arábia sob o Califado Ortodoxo e o subsequente Califado Omíada governou da Península Ibérica ao Vale do Indo. Na Era de Ouro Islâmica, principalmente durante o reinado do Califado Abássida, grande parte do mundo muçulmano passou por um florescimento científico, econômico e cultural. A expansão do mundo muçulmano envolveu vários Estados e califados, bem como um extenso comércio e conversão religiosa como resultado das atividades missionárias islâmicas (dawa) e por meio de conquistas.

### Ásia Oriental

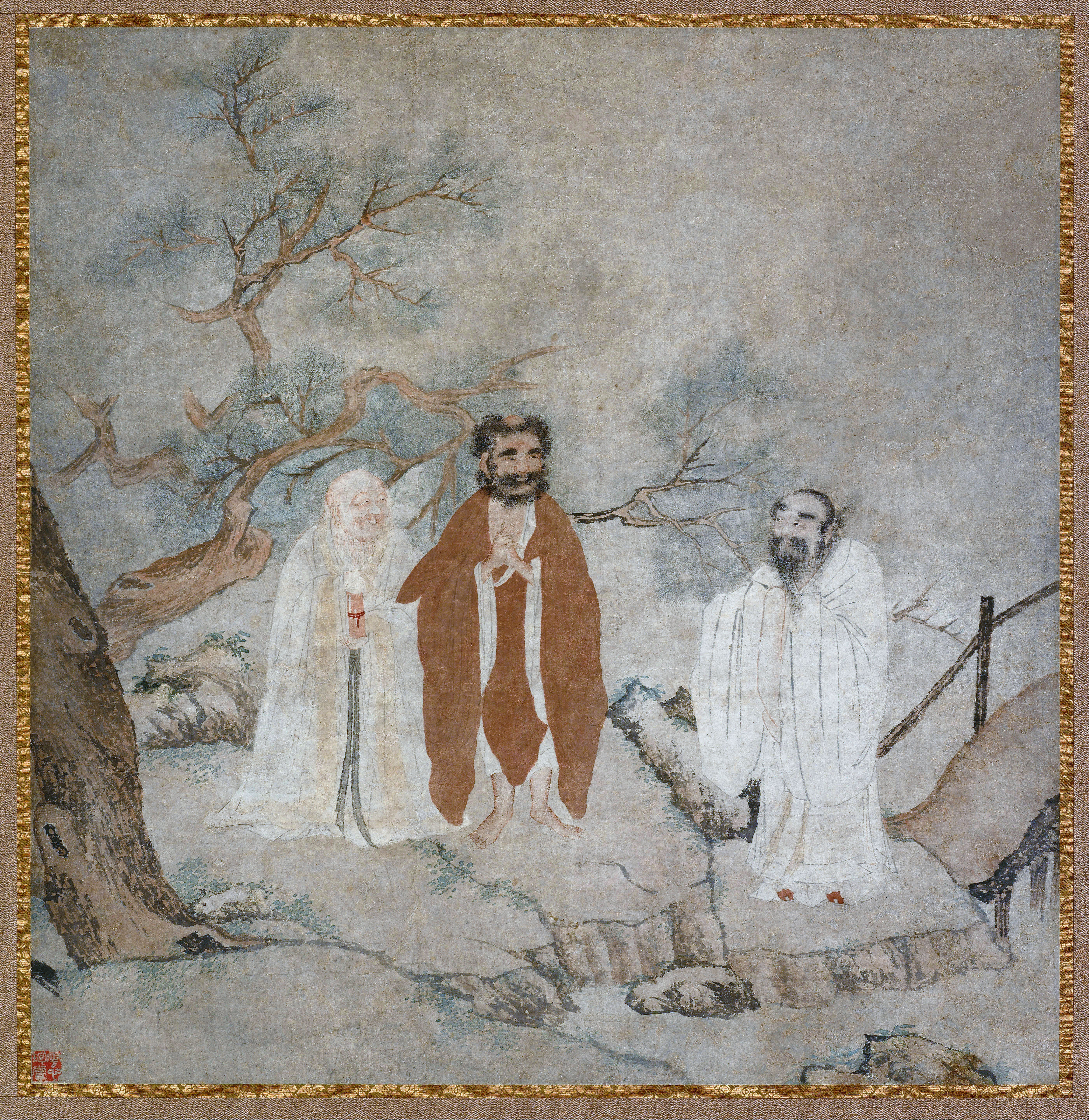
Buda, Lao Zi e Confúcio - fundadores do budismo, do taoísmo e do confucionismo - numa pintura da dinastia Ming

No estudo da religião comparada, as religiões da Ásia Oriental (também  como religiões do Extremo Oriente, religiões chinesas ou religiões taoicas) formam um subconjunto das religiões orientais. Este grupo inclui a religião chinesa em geral, que inclui ainda a Adoração Ancestral, a religião popular chinesa, o confucionismo, o taoísmo e as organizações salvacionistas populares (como yiguandao e weixinismo), bem como elementos extraídos do budismo mahayana que formam o núcleo do budismo chinês e do leste asiático em geral. O grupo também inclui o xintoísmo japonês, a tenrikyo e o xamanismo coreano, todos os quais combinam elementos xamânicos e culto ancestral indígena com várias influências das religiões chinesas. As religiões salvacionistas chinesas influenciaram o surgimento de novas religiões japonesas, como o tenrismo e o jeungsanismo coreano; já que esses novos movimentos religiosos se baseiam nas tradições indígenas, mas são fortemente influenciados pela filosofia e teologia chinesas.
Todas essas tradições religiosas, mais ou menos, compartilham os principais conceitos chineses de espiritualidade, divindade e ordem mundial, incluindo Tao, 道 ("Caminho", Pinyin dào, japonês tō ou dō e coreano do) e Tian, 天 ("Céu" , ten japonês e cheon coreano').
As primeiras filosofias chinesas definiram o Tao e defenderam o cultivo da "virtude" que surge desse conhecimento. Algumas antigas escolas filosóficas chinesas se fundiram em tradições com nomes diferentes ou foram extintas, como o mohismo (e muitas outras pertencentes às antigas Cem Escolas de Pensamento Chinesas), que foi amplamente incorporada ao taoísmo. As religiões do Leste Asiático incluem muitas posturas teológicas, incluindo politeísmo, não-teísmo, henoteísmo, monoteísmo, panteísmo, panenteísmo e agnosticismo.

#### Taoísmo

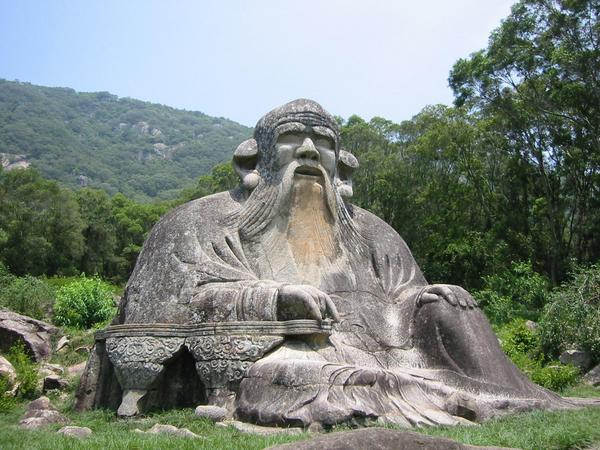
Estátua de Lao Zi em Chincheu, China

O taoismo, também chamado daoismo e tauismo, é uma tradição filosófica e religiosa originária do Leste Asiático que enfatiza a vida em harmonia com o "Tao" (romanizado atualmente como "Dao"), a ordem geral do universo, que no chinês significa "caminho" ou "princípio" (encontrado também em outras filosofias/religiões chinesas), e no taoismo designa a "fonte" e a força motriz por trás de tudo existente. Robinet afirma que o taoismo é um "estilo de vida". Hansen afirma que a identificação desta tradição ocorreu pela primeira vez no início da Dinastia Han, com a escola dao-jia.
É, basicamente, indefinível: "O Tao do qual se pode discorrer não é o eterno Tao." A principal obra do taoismo é o Tao Te Ching, um livro conciso e ambíguo que contém os ensinamentos atribuídos a Lao Zi (chinês: 老子, pinyin: Lǎozi, Wade–Giles: Lao Tzu). Juntamente com os escritos de Zhuangzi, estes textos formam os alicerces filosóficos dessa religião. Este taoismo filosófico, individualista por natureza, não foi institucionalizado.
Ao longo do tempo, no entanto, foram sendo criadas formas institucionalizadas do taoismo na forma de diferentes escolas que, frequentemente, misturaram crenças e práticas que antecediam até mesmo os textos-chave do taoismo — como, por exemplo, as teorias da Escola dos Naturalistas, que sintetizaram conceitos como o do yin-yang e o dos cinco elementos. As escolas taoistas tradicionalmente reverenciam Lao Zi e os "imortais" ou "ancestrais" e possuem diversos rituais de adivinhação e exorcismo, além de práticas que visam a atingir o êxtase e obter maior longevidade ou mesmo a imortalidade.
As tradições e éticas taoistas variam de acordo com a escola, porém, no geral, enfatizam a serenidade, a não ação (wu-wei), o vazio, a moderação dos desejos, a simplicidade, a espontaneidade, a contemplação da natureza e os Três Tesouros: compaixão, moderação e humildade.
O taoismo teve uma influência profunda na cultura chinesa no decorrer dos séculos. Os clérigos do taoismo institucionalizado (chinês: 道士, pinyin: dàoshi), geralmente, tomam cuidado para deixar clara a distinção entre suas tradições rituais e os costumes e práticas encontrados na religião popular chinesa, uma vez que estas distinções podem ser pouco perceptíveis. A alquimia chinesa (especialmente neidan), a astrologia chinesa, o zen-budismo, diversas artes marciais, a medicina tradicional chinesa, o feng shui e diversos estilos de qiqong têm suas histórias entrelaçadas com a do taoismo. Além da China em si, o taoismo teve grande influência nas sociedades do leste da Ásia.
Após Lao Zi e Zhuangzi, a literatura do taoismo cresceu com regularidade e passou a ser compilada na forma de um cânone, chamado Daozang, por vezes publicado à mando do Imperador da China. Ao longo da história chinesa, o taoismo foi, por diversas vezes, decretado a religião do Estado. A

#### Confucionismo

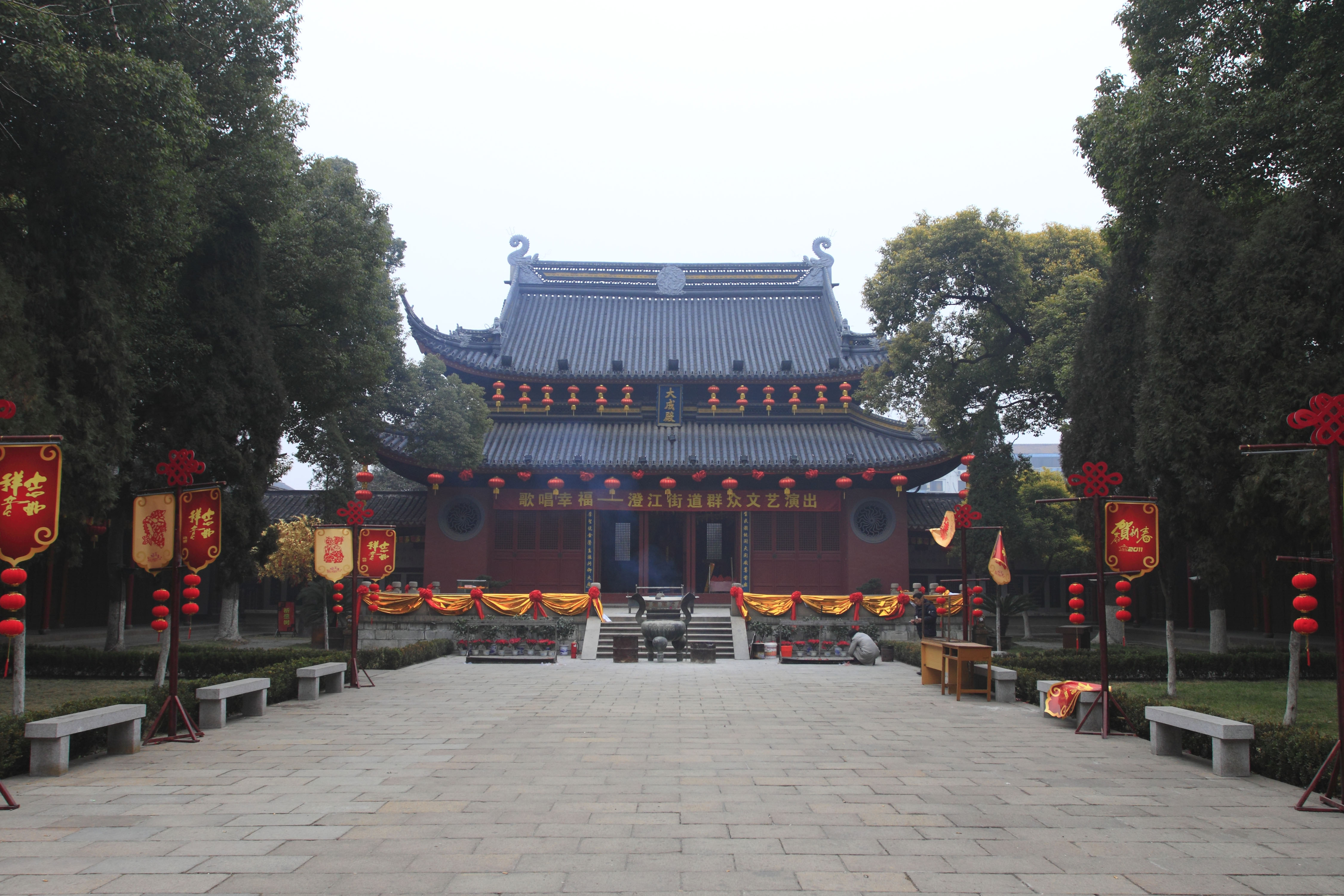
Templo de Confúcio de Jiangyin, Wuxi, Jiangsu

O confucionismo ou confucianismo, também conhecido como ruísmo ou classicismo ru, é um sistema de pensamento e comportamento originário da China antiga. Variadamente descrito como uma tradição, uma filosofia, uma religião humanista ou racionalista, um modo de governar, ou simplesmente um modo de vida, o confucionismo desenvolveu-se a partir do que mais tarde foi chamado de cem escolas de pensamento a partir dos ensinamentos do filósofo chinês Confúcio (551–479 a.C.).
Confúcio se considerava um transmissor de valores culturais herdados das dinastias Xia (c. 2070–1600 a.C.), Shang (c. 1600–1046 a.C.) e Zhou ocidental (c. 1046–771 a.C.). O confucionismo foi suprimido durante a dinastia Qin legalista e autocrática (221–206 a.C.), mas sobreviveu. Durante a dinastia Han (206 a.C.—220 d.C.), as abordagens confucionistas superaram o "proto-taoista" Huang-Lao como a ideologia oficial, enquanto os imperadores misturavam ambos com as técnicas realistas do legalismo.
Um renascimento confucionista começou durante a dinastia Tang (618–907). No final desse período, o confucionismo se desenvolveu em resposta ao budismo e ao taoismo e foi reformulado como neoconfucionismo. Essa forma revigorada foi adotada como base dos exames imperiais e a filosofia central da classe oficial acadêmica na dinastia Sung (960–1297). A abolição do sistema de exames em 1905 marcou o fim do confucionismo oficial. Os intelectuais do Movimento Quatro de Maio do início do século XX culpou o confucionismo pelas fraquezas da China. Eles buscaram novas doutrinas para substituir os ensinamentos confucionistas; algumas dessas novas ideologias incluem os "Três Princípios do Povo" com o estabelecimento da República da China, e depois o maoísmo sob a República Popular da China. No final do século XX, a ética do trabalho confucionista foi creditada com a ascensão da economia do Leste Asiático.
Com particular ênfase na importância da família e harmonia social, ao invés de uma fonte sobrenatural de valores espirituais, o núcleo do confucionismo é humanista. De acordo com a conceituação de Herbert Fingarette do confucionismo como um sistema filosófico que considera "o secular como sagrado", o confucionismo transcende a dicotomia entre religião e humanismo, considerando as atividades comuns da vida humana — e especialmente as relações humanas — como manifestação do sagrado, porque são a expressão da natureza moral da humanidade (xìng 性), que tem uma ancoragem transcendente no Céu (Tiān 天). Enquanto Tiān tem algumas características que se sobrepõem à categoria de divindade, é principalmente um princípio absoluto impessoal, como o Dào (道) ou o bramã. O confucionismo se concentra na ordem prática que é dada por uma consciência mundana do Tiān. A liturgia confucionista (chamada 儒 rú, ou às vezes no chinês tradicional: 正統, chinês simplificado: 正统, pinyin: zhèngtǒng, significando 'ortopraxia') liderado por sacerdotes confucionistas ou "sábios de ritos" (chinês tradicional: 禮生, chinês simplificado: 礼生, pinyin: lǐshēng) adorar os deuses em templos chineses públicos e ancestrais é preferido em certas ocasiões, por grupos religiosos confucionistas e por ritos religiosos civis, sobre o ritual taoista ou popular.
A preocupação mundana do confucionismo repousa sobre a crença de que os seres humanos são fundamentalmente bons, ensináveis e aperfeiçoáveis por meio de esforços pessoais e comunitários, especialmente autocultivo e autocriação. O pensamento confucionista se concentra no cultivo da virtude em um mundo moralmente organizado. Alguns dos conceitos e práticas éticas básicas confucionistas incluem rén, yì e lǐ, e zhì. Rén (仁, 'benevolência' ou 'humanidade') é a essência do ser humano que se manifesta como compaixão. É a forma-virtude do Céu. Yì (chinês tradicional: 義, chinês simplificado: 义) é a defesa da justiça e a disposição moral para fazer o bem. Lǐ (chinês tradicional: 禮, chinês simplificado: 礼) é um sistema de normas rituais e propriedade que determina como uma pessoa deve agir corretamente na vida cotidiana em harmonia com a lei do Céu. Zhì (智) é a capacidade de ver o que é certo e justo, ou o inverso, nos comportamentos exibidos pelos outros. O confucionismo despreza a pessoa, passiva ou ativamente, pelo fracasso em defender os valores morais cardinais de rén e yì.

#### Religiões populares
Religião popular chinesa: as religiões nativas dos chineses han, ou, por metonímia, de todas as populações da esfera cultural chinesa. Inclui o sincretismo do confucionismo, taoísmo e budismo, wuísmo, bem como muitos novos movimentos religiosos, como Falun Gong e Yiguandao.
Outras religiões populares e novas do Leste Asiático e do Sudeste Asiático, como o xamanismo coreano, o Chondogyo e o Jeung San Do na Coreia do Sul; xintoísmo, Shugendo, religião Ryukyuan e Shinshūkyō no Japão; areligião popular vietnamita, Cao Đài e Hòa Hảo no Vietnã.

### Religiões indianas
As religiões indianas são praticadas ou foram fundadas no subcontinente indiano. Às vezes são classificadas como as religiões dármicas, pois todas apresentam o dharma, a lei específica da realidade e os deveres esperados de acordo com a religião.

#### Hinduísmo

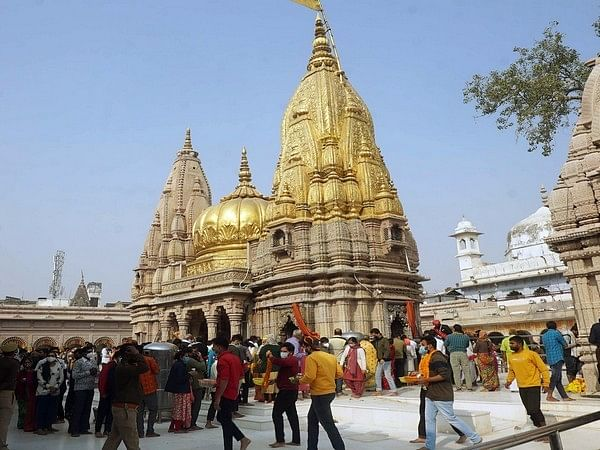
O Templo de Kashi Vishwanath, em Varanasi, um dos lugares mais sagrados do hinduísmo

Hinduísmo é um termo genérico para uma ampla gama de tradições religiosas e espirituais indianas (sampradayas) que são unificadas pelo conceito de dharma ('dharma hindu'), uma ordem universal mantida por seus seguidores por meio de rituais e vida justa. A palavra hindu é um exônimo e embora o hinduísmo tenha sido considerado a religião mais antiga do mundo, também foi descrito como Sanātana Dharma ("darma eterno"), um uso moderno, baseado na crença religiosa de que suas origens estão além história humana, conforme textos sagrados hindus. Outro endônimo para o hinduísmo é Vaidika Dharma ("darma védico").
O hinduísmo é a terceira maior religião do mundo, com aproximadamente 1,2 bilhão de seguidores, ou cerca de 15% da população global, conhecidos como hindus. É a fé mais amplamente professada na Índia, Nepal, Maurício e em Bali, Indonésia. Um número significativo de comunidades hindus são encontradas nos países do Sul da Ásia, Sudeste Asiático, Caribe, Oriente Médio, América do Norte, Europa, Oceania, África e em outras regiões do mundo.
O hinduísmo envolve diversos sistemas de pensamento, marcados por uma gama de conceitos compartilhados que discutem teologia, mitologia, entre outros tópicos em fontes textuais. Os textos hindus foram classificados em shruti ("ouvidos") e smṛiti ("lembrados"). As principais escrituras hindus são os Vedas, os Upanixades, os Puranas, o Mahabharata (incluindo o Bagavadeguitá), o Ramáiana e os Ágamas. Temas proeminentes nas crenças hindus incluem karma (ação, intenção e consequências), saṃsāra (o ciclo de morte e renascimento) e os quatro puruṣārthas, objetivos ou metas adequadas da vida humana, a saber: dharma (ética/deveres), artha (prosperidade/trabalho), kama (desejos/paixões) e moksha (libertação/liberdade das paixões e, finalmente, o saṃsāra). As práticas religiosas hindus incluem devoção (bhakti), adoração (puja), ritos de sacrifício (yajna), meditação (dhyana) e ioga. As duas principais denominações hindus são o vixenuísmo e o xivaísmo, além de outras denominações, como o shaktismo e smartismo. As seis escolas ásticas de filosofia hindu que reconhecem a autoridade dos Vedas são: sânquia, ioga, niaia, vaisesica, mīmāṃsā e vedanta.

#### Jainismo
Jainismo, também conhecido como Jain Dharma, é uma religião indiana que traça suas ideias espirituais e história através da sucessão de vinte e quatro tirthankaras (pregadores supremos do Dharma). O jainismo é considerado um dharma eterno com os tirthankaras orientando cada ciclo temporal da cosmologia. Os três principais pilares do jainismo são ahiṃsā (não-violência), anekāntavāda (não-absolutismo) e aparigraha (ascetismo).
Os monges jainistas, após se posicionarem no estado sublime de consciência da alma, fazem cinco votos principais: ahiṃsā (não-violência), satya (verdade), asteya (não roubar), brahmacharya (castidade) e aparigraha (não-possessividade). Esses princípios afetaram a cultura jainista de várias maneiras, como levando a um estilo de vida predominantemente lactovegetariano. Parasparopagraho jīvānām (a função das almas é ajudar umas às outras) é o lema da fé e o mantra Ṇamōkāra é a oração básica e mais comum dessa religião.

#### Budismo

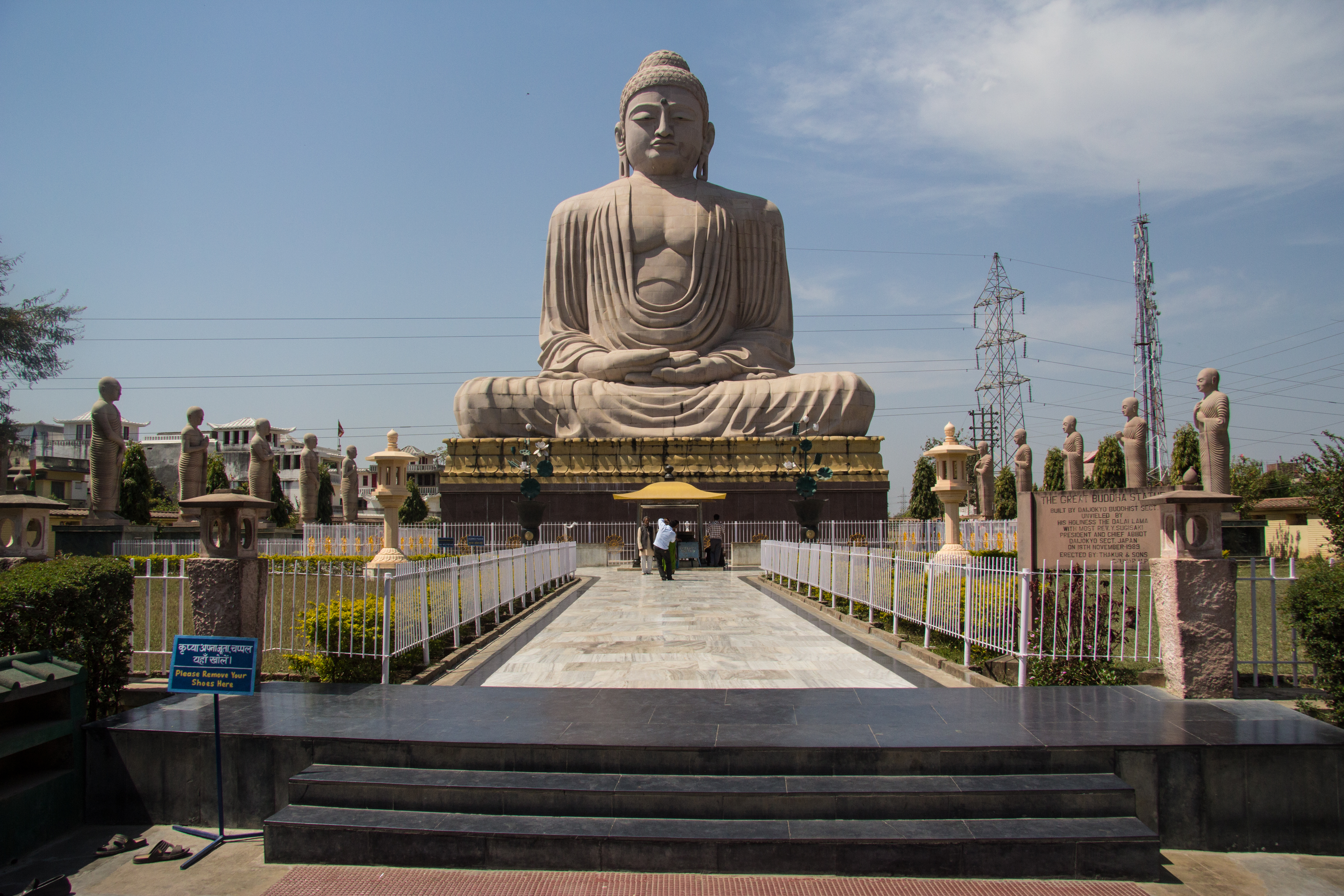
Estátua de Buda em Bodh Gaya, um dos lugares mais sagrados do budismo

O budismo é uma religião indiana baseada nos ensinamentos de Sidarta Gautama, conhecido como o Buda. De caráter filosófico, é considerado não teísta porque o conceito budista de “Deus” é diferente do conceito ocidental onde um único ser supremo, divino, eterno, celestial e todo-poderoso é criador de todas as coisas. Entre as suas maiores linhas de pensamento, o controle dos eventos da Terra e do universo está nas mãos de Devas, de Bodisatvas, dos próprios humanos, de espíritos famintos e de seres dos infernos. Surgiu na Índia Antiga como uma tradição ascética entre os séculos VI e IV a.C. Atualmente é a quarta maior religião do mundo, com mais de 520 milhões de seguidores (cerca de 7% a 8% da população global), conhecidos como budistas. No Brasil, segundo o censo de 2010, residem aproximadamente 245 mil budistas. Em Portugal, há cerca de 64 mil budistas.
Como expresso nas Quatro Nobres Verdades do Buda, a meta do budismo é a superação do sofrimento (dukkha) causado pelo desejo e pela ignorância em relação à verdadeira natureza da realidade, formada pela impermanência e não existência de fenômenos condicionados (saṅkhāra) mentais permanentes, negando que eles tenham uma realidade substancial independente e que sejam um eu/self (anatta).
O budismo abrange diversas tradições, crenças e práticas espirituais baseadas nos ensinamentos do Buda e em suas interpretações. Os dois maiores ramos do budismo são o theravāda ("Escola dos Anciões" em páli) e o mahāyāna ("O Grande Veículo" em sânscrito). A maioria das tradições budistas se concentram na superação do eu individual através da conquista do nirvana ou da busca do caminho de Buda, o que leva ao fim do ciclo de morte e renascimento. As escolas do budismo divergem em suas interpretações sobre a natureza exata do caminho para a libertação, a importância e a canonicidade dos textos budistas e, especialmente, seus ensinamentos e suas práticas. Entretanto, as bases de todas as tradições e práticas são as Três Joias: o Buda (o mestre), o dharma (os ensinamentos baseados nas leis do universo) e a sangha (a comunidade budista). Encontrar refúgio espiritual nas Três Joias ou Três Tesouros é, em geral, o que distingue um budista de um não-budista. Outras práticas incluem a renúncia à vida secular para se tornar um monge (bhikkhu) ou monja (bhikkhuni), a meditação e o cultivo das paramitas.

#### Siquismo
Siquismo ou sikhismo (em panjabi:  ਸਿੱਖੀ) é uma religião dármica (também categorizada como uma religião étnica por alguns estudiosos) e uma filosofia que se originou na região ocidental do Himalaia e sub-Himalaia do Punjabe no subcontinente indiano, por volta do final do século XV. É a religião organizada mais recentemente fundada e é a quinta maior do mundo, com cerca de 25 a 30 milhões de adeptos (conhecidos como siques ou sikhs) no início do século XXI.
O siquismo se desenvolveu a partir dos ensinamentos espirituais de Guru Nanak (1469–1539), o primeiro guru da fé, e dos nove gurus siques que o sucederam. O 10º guru, Gobind Singh (1666–1708), nomeou a escritura Guru Granth Sahib como sua sucessora, encerrando a linhagem de gurus humanos e estabelecendo a escritura como o 11º e último guru eternamente vivo, um guia religioso e espiritual para os siques. Guru Nanak ensinou que viver uma "vida ativa, criativa e prática" de "veracidade, fidelidade, autocontrole e pureza" está acima da verdade metafísica e que o homem ideal "estabelece união com Deus, conhece Sua Vontade e realiza essa Vontade". Guru Har Gobind, o 6º guru sique (1606–1644), estabeleceu o conceito de coexistência mútua dos reinos miri ('político'/'temporal') e piri ('espiritual').
A escritura sique abre com o Mul Mantar ou alternativamente soletrado "Mool Manta" (em panjabi:  ਮੂਲ ਮੰਤਰ), oração fundamental sobre ik onkar (em panjabi:  ੴ, 'Um Deus'). As proposições e crenças centrais do siquismo, articuladas no Guru Granth Sahib, incluem fé e meditação em nome de um único criador; unidade divina e igualdade de toda a humanidade; engajamento em seva ('serviço altruísta'); luta por justiça para o benefício e prosperidade de todos; conduta honesta e obtenção de meios de subsistência se se vive a vida de um chefe de família. Seguindo esse padrão, o siquismo rejeita as alegações de que qualquer tradição religiosa em particular tenha o monopólio da verdade absoluta. O siquismo enfatiza o simran (em panjabi:  ਸਿਮਰਨ, meditação e lembrança dos ensinamentos dos gurus), que pode ser expresso musicalmente através do kirtan, ou internamente através do naam japna ('meditação em Seu nome'), como um meio de sentir a presença de Deus. Ensina os seguidores a transformar os "Cinco Ladrões" (ou seja, luxúria, raiva, ganância, apego e ego).

### Indígenas e folclóricas
Religiões indígenas ou religiões folclóricas referem-se a uma ampla categoria de religiões tradicionais que podem ser caracterizadas pelo xamanismo, animismo e culto aos ancestrais, onde tradicional significa "indígena, aquilo que é aborígine ou fundacional, transmitido de geração em geração...". São religiões intimamente associadas a um determinado grupo de pessoas, etnia ou tribo; muitas vezes não têm credos formais ou textos sagrados. Algumas religiões são sincréticas, fundindo diversas crenças e práticas religiosas.

### Africanas

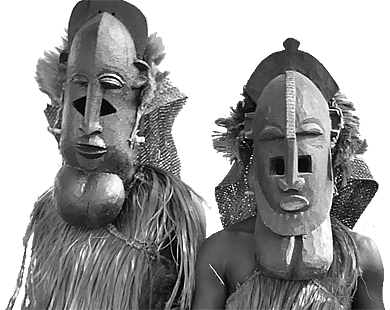
Máscaras ritualísticas dos dogons

As religiões tradicionais africanas, também  referidas como religiões indígenas africanas, englobam manifestações culturais, religiosas e espirituais originárias do continente africano e que continuam sendo praticadas nesse continente nos dias atuais. Há uma multiplicidade de religiões dentro desta categoria. Religiões tradicionais africanas envolvem ensinamentos, práticas e rituais, e visam a compreender o divino. Mesmo dentro de uma mesma comunidade, no entanto, podem haver pequenas diferenças quanto à percepção do sobrenatural. São religiões que não foram significativamente alteradas pelas religiões adotadas mais recentemente (cristianismo, budismo, islamismo, judaísmo e outras). Estima-se que estas religiões sejam seguidas atualmente por aproximadamente 100 milhões de pessoas em todo o território africano.

### Iranianas

#### Zoroastrismo
O zoroastrismo, masdaísmo, masdeísmo/mazdeísmo ou parsismo é uma religião iraniana e uma das religiões organizadas mais antigas do mundo, baseada nos ensinamentos do profeta iraniano Zoroastro. Tem uma cosmologia dualista de bem e mal dentro da estrutura de uma ontologia monoteísta e uma escatologia que prediz a conquista final do mal pelo bem. O zoroastrismo exalta uma divindade incriada e benevolente da sabedoria conhecida como Ahura Mazda (lit. 'Senhor da Sabedoria') como seu ser supremo. Historicamente, as características únicas do zoroastrismo, como seu monoteísmo, messianismo, crença no livre arbítrio e julgamento após a morte, concepção de céu, inferno, anjos e demônios, entre outros conceitos, podem ter influenciado outros sistemas religiosos e filosóficos, incluindo as religiões abraâmicas e o gnosticismo, o budismo e a filosofia grega.
Com possíveis raízes datando do II milênio a.C., o zoroastrismo entra na história registrada por volta de meados do século VI a.C.. Serviu como religião oficial dos antigos impérios iranianos por mais de um milênio (aproximadamente de 600 a.C. a 650 d.C.), mas declinou a partir do século VII como resultado direto da conquista árabe-muçulmana da Pérsia (633–654), o que levou à perseguição em larga escala do povo zoroastrista. Estimativas recentes colocam o número atual de zoroastristas no mundo entre cerca de 110 mil e 120 mil adeptos no máximo, com a maioria vivendo na Índia, Irã e América do Norte; acredita-se que seu número esteja diminuindo.
Os textos mais importantes do zoroastrismo são aqueles contidos no Avestá, que inclui os escritos centrais pensados para serem compostos por Zoroastro conhecidos como Gatas, que definem os ensinamentos de Zoroastro e que são poemas dentro da liturgia de adoração, o Iasna que serve como a base para a adoração. A filosofia religiosa de Zoroastro dividiu os primeiros deuses iranianos da tradição proto-indo-iraniana em emanações do mundo natural como ahuras e daevas, os últimos dos quais não eram considerados dignos de adoração. Zoroastro proclamou que Ahura Mazda era o criador supremo, a força criativa e sustentadora do universo por meio da asha e que os seres humanos têm a escolha entre apoiar Ahura Mazda ou não, tornando-os responsáveis por suas escolhas. Embora Ahura Mazda não tenha um oponente equivalente, Angra Mainyu (mentalidade/espírito destrutivo), cujas forças nascem de Aka Manah (pensamento maligno), é considerada a principal força adversária da religião, posicionando-se contra Spenta Mainyu (espírito criativo/ mentalidade). A literatura persa média desenvolveu Angra Mainyu ainda mais em Ahriman, tornando-o mais próximo de ser o adversário direto de Ahura Mazda.

### Novos movimentos religiosos
Um novo movimento religioso (NMR), também conhecido como uma nova religião ou espiritualidade alternativa, é um grupo religioso ou espiritual que tem origens modernas, mas é periférico à cultura religiosa dominante em sua sociedade. Os NMRs podem ter uma origem nova ou fazer parte de uma religião mais ampla, caso em que são distintos das denominações preexistentes. Alguns NMRs lidam com os desafios que o mundo moderno representa para eles abraçando o individualismo, enquanto outros NMRs lidam com eles adotando meios coletivos fortemente integrados. Os estudiosos estimam que os NMRs agora chegam a dezenas de milhares em todo o mundo, com a maioria de seus membros vivendo na Ásia e na África. A maioria dos NMRs tem apenas alguns membros, alguns deles têm milhares de membros e alguns deles têm mais de um milhão de membros.
Não existe um critério único e consensual para definir um "novo movimento religioso". Há um debate sobre como o termo "novo" deve ser interpretado neste contexto. Uma perspectiva é que deve designar uma religião que é mais recente em suas origens do que as religiões grandes e bem estabelecidas como o cristianismo, o judaísmo, o islamismo, o hinduísmo e o budismo. Uma perspectiva alternativa é que "novo" deveria significar que uma religião mais recente em sua formação. Alguns estudiosos veem a década de 1950 ou o fim da Segunda Guerra Mundial em 1945 como o momento decisivo, enquanto outros olham desde meados do século XIX, como a fundação da Igreja de Jesus Cristo dos Santos dos Últimos Dias em 1830 e do Tenrikyo em 1838.

## Aspectos relacionados

### Lei
O estudo do direito e da religião é um campo relativamente novo, com vários milhares de estudiosos envolvidos em faculdades de direito e departamentos acadêmicos, incluindo ciência política, religião e história, desde 1980. Os estudiosos da área não se concentram apenas em questões estritamente legais sobre liberdade religiosa, mas também estudam as religiões à medida que são qualificadas por meio de discursos judiciais ou da compreensão jurídica dos fenômenos religiosos. Os expoentes analisam o direito canônico, o direito natural e o direito estatal, muitas vezes em uma perspectiva comparativa. Os especialistas exploraram temas da história ocidental relacionados ao cristianismo e à justiça e à misericórdia, ao governo e à equidade, e à disciplina e ao amor. Tópicos de interesse comuns incluem o casamento e a família e os direitos humanos. Fora do cristianismo, os estudiosos analisaram as ligações entre a lei e a religião no Oriente Médio muçulmano e na Roma pagã. 
Os estudos concentraram-se na secularização. Em particular, a questão do uso de símbolos religiosos em público, como os lenços de cabeça islâmicos que são proibidos nas escolas francesas, tem recebido atenção acadêmica no contexto dos direitos humanos e do feminismo.

### Ciência
A ciência reconhece a razão e a evidência empírica; e as religiões incluem revelação, fé e sacralidade, ao mesmo tempo que reconhecem explicações filosóficas e metafísicas no que diz respeito ao estudo do universo. Tanto a ciência como a religião não são monolíticas, intemporais ou estáticas porque ambas são empreendimentos sociais e culturais complexos que mudaram ao longo do tempo através de línguas e culturas diferentes.
Os conceitos de ciência e religião são uma invenção recente: o termo "religião" surgiu no século XVII em meio à colonização e globalização e à Reforma Protestante. O termo "ciência" surgiu no século XIX a partir da filosofia natural em meio a tentativas de definir de forma restrita aqueles que estudavam a natureza (ciências naturais). Foi no século XIX que surgiram pela primeira vez os termos budismo, hinduísmo, taoísmo e confucionismo. No mundo antigo e medieval, as raízes etimológicas latinas da ciência (scientia) e da religião (religio) eram entendidas como qualidades internas do indivíduo ou virtudes, nunca como doutrinas, práticas ou fontes reais de conhecimento.
Em geral, o método científico ganha conhecimento testando hipóteses para desenvolver teorias através da elucidação de fatos ou avaliação por experimentos e assim só responde a questões cosmológicas sobre o universo que podem ser observadas e medidas. Desenvolve teorias do mundo que melhor se adaptam às evidências fisicamente observadas. Todo o conhecimento científico está sujeito a posterior refinamento, ou mesmo rejeição, face a evidências adicionais. As teorias científicas que têm uma esmagadora preponderância de evidências favoráveis são frequentemente tratadas como verdades de facto na linguagem geral, como as teorias da relatividade geral e da seleção natural para explicar respectivamente os mecanismos da gravidade e da evolução.
A religião não tem um método per se, em parte porque as religiões emergem ao longo do tempo a partir de diversas culturas e é uma tentativa de encontrar significado no mundo e de explicar o lugar da humanidade nele e a relação com ele e com quaisquer entidades postas. Em termos de teologia cristã, as pessoas confiam na razão, na experiência, nas escrituras e na tradição para testar e avaliar o que vivenciam e em que deveriam acreditar. Além disso, os modelos religiosos, a compreensão e as metáforas também são passíveis de revisão, tal como os modelos científicos.
Em relação à religião e à ciência, Albert Einstein afirma (1940): "Pois a ciência só pode determinar o que é, mas não o que deveria ser, e fora do seu domínio, julgamentos de valor de todos os tipos permanecem necessários. A religião, por outro lado, lida apenas com avaliações do pensamento e da ação humana; não pode falar justificadamente de fatos e relações entre fatos ... Agora, embora os domínios da religião e da ciência em si estejam claramente separados um do outro, ainda assim existe entre os dois fortes relações e dependências recíprocas. Embora a religião possa ser aquilo que determina os objetivos, ela aprendeu, no entanto, com a ciência, no sentido mais amplo, quais meios contribuirão para a consecução dos objetivos que estabeleceu.

### Moralidade
Religião e moralidade não são sinônimos. Embora seja “uma suposição quase automática”. Muitas religiões têm estruturas de valores relativas ao comportamento pessoal destinadas a orientar os adeptos na determinação entre o certo e o errado. Estes incluem o halacá do judaísmo, a xaria do islamismo, o direito canônico do catolicismo, o Nobre Caminho Óctuplo do budismo e o conceito de bons pensamentos, boas palavras e boas ações do zoroastrismo, entre outros.

### Política
A religião teve um impacto significativo no sistema político de muitos países. Notavelmente, a maioria dos países de maioria muçulmana adotam vários aspectos da xaria, a lei islâmica. Alguns países até se definem em termos religiosos, como o Irã. A sharia afecta assim até 23% da população global, ou 1,57 bilhão de pessoas que são muçulmanas. Contudo, a religião também afeta as decisões políticas em muitos países ocidentais. Por exemplo, nos Estados Unidos, 51% dos eleitores teriam menos probabilidade de votar num candidato presidencial que não acreditasse em Deus. Os cristãos representam 92% dos membros do Congresso dos Estados Unidos, em comparação com 71% do público em geral (em 2014). Ao mesmo tempo, embora 23% dos adultos norte-americanos não tenham filiação religiosa, apenas um membro do Congresso (Kyrsten Sinema, D-Arizona), ou 0,2% desse órgão, afirma não ter filiação religiosa. Na maioria dos países europeus, contudo, a religião tem uma influência muito menor na política, embora costumava ser muito mais importante no passado. Por exemplo, o casamento entre pessoas do mesmo sexo e o aborto eram ilegais em muitos países europeus até recentemente, seguindo a doutrina cristã (geralmente católica). Vários líderes europeus são ateus (por exemplo, o antigo presidente da França, François Hollande, ou o primeiro-ministro da Grécia, Alexis Tsipras). Na Ásia, o papel da religião difere amplamente entre os países. Por exemplo, a Índia ainda é um dos países mais religiosos e a religião ainda tem um forte impacto na política, dado que os nacionalistas hindus têm como alvo minorias, como os muçulmanos e os cristãos, que historicamente pertenciam às castas inferiores. Em contraste, países como a China ou o Japão são em grande parte seculares e, portanto, a religião tem um impacto muito menor na política.
A secularização é a transformação da política de uma sociedade, passando da estreita identificação com os valores e instituições de uma determinada religião para valores não religiosos e instituições seculares. O objectivo disto é frequentemente a modernização ou proteção da diversidade religiosa da população.

### Economia

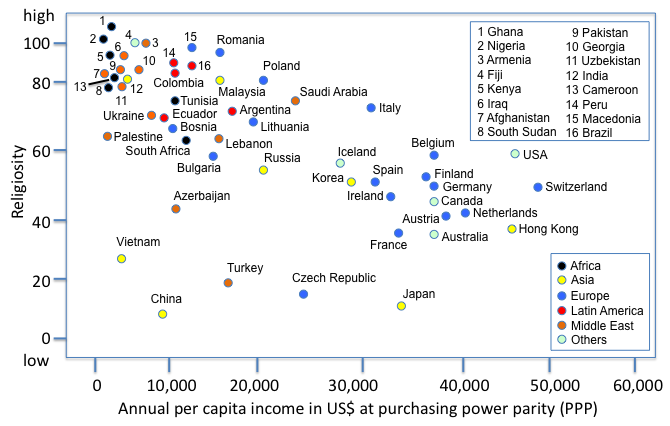
A renda média correlaciona-se negativamente com a religiosidade (autodefinida).

Um estudo descobriu que existe uma correlação negativa entre a religiosidade e a riqueza das nações. Por outras palavras, quanto mais rica é uma nação, menor é a probabilidade dos seus habitantes se autodenominarem religiosos, independentemente do que esta palavra signifique para eles (muitas pessoas identificam-se como parte de uma religião (não irreligião), mas não se identificam como religiosas).
O sociólogo e economista político Max Weber argumentou que os países cristãos protestantes são mais ricos devido à sua ética de trabalho protestante. De acordo com um estudo de 2015, os cristãos detêm a maior riqueza (55% da riqueza total mundial), seguidos pelos muçulmanos (5,8%), hindus (3,3%) e judeus (1,1%). De acordo com o mesmo estudo, constatou-se que os irreligiosos ou adeptos de outras religiões detêm cerca de 34,8% da riqueza global total (embora representem apenas cerca de 20% da população mundial, ver secção sobre classificação).

### Saúde
Os pesquisadores da Clínica Mayo examinaram a associação entre envolvimento religioso e espiritualidade, e saúde física, saúde mental, qualidade de vida relacionada à saúde e outros resultados de saúde. Os autores relataram que: "A maioria dos estudos mostrou que o envolvimento religioso e a espiritualidade estão associados a melhores resultados de saúde, incluindo maior longevidade, habilidades de enfrentamento e qualidade de vida relacionada à saúde (mesmo durante doenças terminais) e menos ansiedade, depressão e suicídio".
Os autores de um estudo subsequente concluíram que a influência da religião na saúde é amplamente benéfica, com base numa revisão da literatura relacionada. De acordo com o acadêmico James W. Jones, vários estudos descobriram "correlações positivas entre crenças e práticas religiosas e saúde física e mental, além de longevidade".
Uma análise dos dados do Inquérito Social Geral dos Estados Unidos de 1998, embora confirmando amplamente que a atividade religiosa estava associada a uma melhor saúde e bem-estar, também sugeriu que o papel das diferentes dimensões da espiritualidade/religiosidade na saúde é mais complexo. Os resultados sugeriram "que pode não ser apropriado generalizar as descobertas sobre a relação entre espiritualidade/religiosidade, entre denominações, ou assumir que os efeitos são uniformes para homens e mulheres."

### Críticas
A crítica da religião é o criticismo às ideias, à verdade ou à prática da religião, incluindo as suas implicações políticas e sociais.  Autores como Hector Avalos, Regina Schwartz, Christopher Hitchens,  e Richard Dawkins  argumentaram que as religiões são inerentemente violentas e prejudiciais à sociedade, pois usam a violência para promover os seus objetivos, de formas que são endossadas e exploradas pelos seus líderes.
O antropólogo Jack David Eller afirma que a religião não é inerentemente violenta, argumentando que "religião e violência são claramente compatíveis, mas não são idênticas". Ele afirma que “a violência não é essencial nem exclusiva da religião” e que “virtualmente toda forma de violência religiosa tem seu corolário não religioso”. Algumas religiões também praticam o sacrifício de animais, o ritual de matança e oferenda de um animal para apaziguar ou manter o favor de uma divindade.
Os termos ateu (falta de crença em quaisquer deuses) e agnóstico (crença na incognoscibilidade da existência de deuses), embora especificamente contrários aos ensinamentos religiosos teístas (por exemplo, cristãos, judeus e muçulmanos), não significam, por definição, o oposto de religioso. Existem religiões (incluindo o budismo, o taoísmo e o hinduísmo), de fato, que classificam alguns de seus seguidores como agnósticos, ateus ou não-teístas. O verdadeiro oposto de religioso é a palavra irreligioso. A irreligião descreve a ausência de qualquer religião; antirreligião descreve uma oposição ativa ou aversão às religiões em geral.

### Superstição
Os pagãos gregos e romanos antigos, que viam as suas relações com os deuses em termos políticos e sociais, desprezavam o homem que tremia constantemente de medo ao pensar nos deuses (deisidaimonia), como um escravo poderia temer um senhor cruel e caprichoso. Os romanos chamavam esse medo dos deuses de superstitio. O antigo historiador grego Políbio descreveu a superstição na Roma antiga como um instrumentum regni, um instrumento de manutenção da coesão do Império Romano.
A superstição foi descrita como o estabelecimento não racional de causa e efeito. A religião é mais complexa e muitas vezes composta por instituições sociais e tem um aspecto moral. Algumas religiões podem incluir superstições ou fazer uso do pensamento mágico. Os adeptos de uma religião às vezes pensam nas outras religiões como superstição. Alguns ateus, deístas e céticos consideram a crença religiosa como uma superstição.

### Cultura
A religião, como preocupação última, é a substância que dá sentido à cultura, e a cultura é a totalidade das formas nas quais a preocupação básica da religião se expressa. Resumindo: a religião é a substância da cultura, a cultura é a forma da religião. Tal consideração impede definitivamente o estabelecimento de um dualismo entre a religião e a cultura. Todo ato religioso, não só na religião organizada, mas também no movimento mais íntimo da alma, é culturalmente formado.